# Pomeroy (Washington)

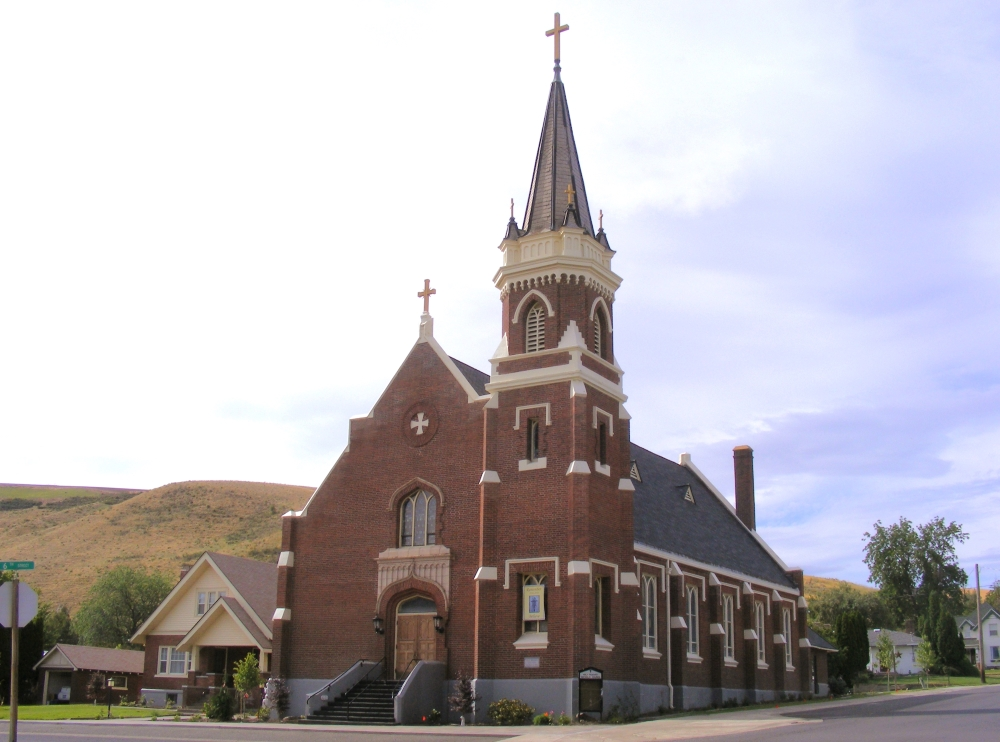
A város katolikus temploma

Pomeroy az Amerikai Egyesült Államok északnyugati részén, Washington állam Garfield megyéjében elhelyezkedő város, a megye székhelye. A 2010. évi népszámlálási adatok alapján 1425 lakosa van.

## Történet
A területen egykor a nez perce indiánok egy útvonala haladt keresztül; az első, fehér embereket említő írásos forrás 1805-ből származik, amikor Lewis és Clark expedíciójuk keretében keresztezték a települést, továbbá az 1834-ben a kormány számára végzett felmérés keretében Benjamin Bonneville szintén járt itt. 1860-ban az ír Parson Quinn a jelenlegi helységtől északra telepedett le, és 40 évig élt ott. A település jelenlegi területét 1864-ben vásárolta meg Joseph M. Pomeroy farmer, aki 1878-ban megalapította a helységet.
Pomeroy 1886. február 3-án kapott városi rangot; az 1880-as években Pataha, Asotin és Pomeroy között verseny folyt a megyeszékhelyi címért; ezt végül Pomeroy kapta meg. A megyeszékhely kijelölése égető probléma volt; 1883-ban a territórium törvényhozásának mindkét háza, 1884-ben pedig a kongresszus is tárgyalt róla.
Ugyan egy rendelet szerint a belvárosi épületek esetén kötelező a tűzálló anyagok használata, az 1890-es és 1898-as eseteket követően 1900. július 18-án újra tűz ütött ki, amely az üzleti negyed felét megsemmisítette. Az újjáépítés két évig tartott; a könnyen éghető anyagok helyett a létesítményeknél már téglát használtak. 1921-ben életbe lépett a szesztilalom, melynek következtében felütötte a fejét az alkoholcsempészet és a korrupció; ezek a 21. alkotmánymódosítás 1933-as hatályba lépésével szűntek meg.
2003. augusztus 21-én a történelmi bizottság erőfeszítéseit követően a belváros felkerült az USA történelmi helyeit tartalmazó listára.

## Éghajlat
A város éghajlata mediterrán, illetve kontinentális (a Köppen-skála szerint Csb, illetve Dsb).
| Hónap                         | Jan.  | Feb.  | Már.  | Ápr.  | Máj. | Jún. | Júl. | Aug. | Szep. | Okt.  | Nov.  | Dec.  | Év    |
| ----------------------------- | ----- | ----- | ----- | ----- | ---- | ---- | ---- | ---- | ----- | ----- | ----- | ----- | ----- |
| Rekord max. hőmérséklet (°C)  | 19,4  | 21,7  | 26,7  | 36,7  | 38,3 | 40,0 | 44,4 | 42,8 | 38,9  | 33,9  | 25,6  | 22,2  | 44,4  |
| Átlagos max. hőmérséklet (°C) | 3,9   | 6,7   | 11,1  | 15,0  | 19,4 | 23,9 | 29,4 | 29,4 | 23,9  | 16,1  | 8,3   | 2,8   | 15,9  |
| Átlagos min. hőmérséklet (°C) | −3,9  | −2,8  | −0,6  | 2,2   | 5,6  | 8,9  | 11,1 | 10,6 | 7,2   | 2,2   | −1,1  | −4,4  | 2,9   |
| Rekord min. hőmérséklet (°C)  | −30,0 | −27,2 | −14,4 | −11,7 | −6,7 | −2,8 | 1,1  | −0,6 | −4,4  | −15,0 | −25,6 | −32,8 | −32,8 |
| Átl. csapadékmennyiség (mm)   | 52    | 44    | 44    | 43    | 43   | 28   | 16   | 16   | 20    | 31    | 53    | 51    | 441   |
| Forrás: The Weather Channel   |       |       |       |       |      |      |      |      |       |       |       |       |       |

## Népesség
A 2010-es népszámláláskor a városnak 1425 lakója, 642 háztartása és 401 családja volt. A népsűrűség 309,8 fő/km2. A lakóegységek száma 723, sűrűségük 157,2 db/km2. A lakosok 94,9%-a fehér,  0,3%-a indián, 1,3%-a ázsiai,  1,3%-a egyéb, 2,2%-a pedig kettő vagy több etnikumú. A spanyol vagy latino származásúak aránya 3,2% (2,4% mexikói, 0,6% Puerto Ricó-i,  0,2% egyéb spanyol vagy latino származású.)
A háztartások 23,1%-ában élt 18 évnél fiatalabb. 50,8% házas, 7,5% egyedülálló nő, 4,2% egyedülálló férfi, 37,5% pedig nem család. 34% egyedül élt; 19,4%-uk 65 éves vagy idősebb. Egy háztartásban átlagosan 2,16 személy élt; a családok átlagmérete 2,74 fő.
A medián életkor 50 év volt. A város lakóinak 19,6%-a 18 évesnél fiatalabb, 3,2% 18 és 24 év közötti, 18,6%-uk 25 és 44 év közötti, 32,5%-uk 45 és 64 év közötti, 24,4%-uk pedig 65 éves vagy idősebb. A lakosok 47,5%-a férfi, 52,5%-a pedig nő.

## Nevezetes személyek
- Elgin V. Kuykendall – bíró, ügyvéd, az állami szenátus tagja[13]
- Michael P. Malone – történész, a Montanai Állami Egyetem korábbi rektora[14]
- Samuel G. Cosgrove – Washington állam hatodik kormányzója[15]

## Fordítás
Ez a szócikk részben vagy egészben  a   Pomeroy, Washington című angol Wikipédia-szócikk ezen változatának fordításán alapul.  Az eredeti cikk szerkesztőit annak laptörténete sorolja fel. Ez a jelzés csupán a megfogalmazás eredetét és a szerzői jogokat jelzi, nem szolgál a cikkben szereplő információk forrásmegjelöléseként.